# Paul Gervais
François Louis Paul Gervais (26 de septiembre de 1816-10 de febrero de 1879) fue un paleontólogo y entomólogo francés.

## Biografía
Gervais nació en París, donde obtuvo los diplomas de doctor de ciencia y de medicina, y en 1835 empezó su investigación paleontológica como ayudante en el laboratorio de anatomía comparada en el Museo Nacional de Historia Natural de Francia. En 1841 obtuvo la cátedra de zoología y de anatomía comparada en la Facultad de Ciencias de Montpellier, de la cual fue elegido decano en 1856.
Entre en 1848 y en 1852 publicó su importante obra Zoologie et paléontologie françaises, que suplementaban las publicaciones paleontológicas de Georges Cuvier y Henri Marie Ducrotay de Blainville; se publicó una segunda edición, muy mejorada, en 1859. En 1856 aceptó la cátedra de zoología en la Sorbona vacante después de la muerte de Louis Pierre Gratiolet; dejó este puesto en 1868 para aceptar la dirección de la sección de anatomía comparada en el Muséum national de histoire naturelle, cuyas colecciones anatómicas fueron muy enriquecidas por sus esfuerzos.

## Obra
- biodiversitylibrary.org Soui-Manga Cinnyris. Cuvier. S. d’Adelbert. C. Adelberti. Gervais. En: Magasin de zoologie, Journal destiné a établir une coorespondance entre les zoologistes de tous les pays, et a leur faciliter les moyens de publier les espèces nouvelles ou peu connus qu’ils possèdent, v. 3, clase II, 1834, p. No 19

- Histoire naturelle des insectes. 4 v. 1836-1847 con Charles Athanase Walckenaer

- Zoologie et paléontologie françaises. 1848-1852

- Histoire naturelle des Mammifères. 1853

- Zoologie médicale. 1859, con Pierre-Joseph van Beneden

- Recherches sur l'ancienneté de l'homme et la période quaternaire. 1867

- Zoologie et Paléontologie générales. 1867

- Ostéographie des cétacés vivants et fossiles. 1869, con Pierre-Joseph van Beneden

## Abreviatura (zoología)
La abreviatura Gervais  se emplea para indicar a Paul Gervais como autoridad en la descripción y taxonomía en zoología.